# Théophile Gautier
Théophile Gautier (Tarba, 31 d'agost de 1811 - Neuilly-sur-Seine, 23 d'octubre de 1872) va ser un poeta, novel·lista, pintor i crític d'art francès. Malgrat ser un ardent defensor del romanticisme, la seua obra té referències del parnassianisme (del qual va ser fundador), simbolisme i modernisme

## Formació i primeres passes en la pintura
Nat a Tarba el 31 d'agost de 1811, el jove Gautier va guardar durant molt de temps «el record de les muntanyes blaves». No obstant això, va traslladar-se ben aviat amb la seua família a París. L'any 1822, va fer una breu estada com a intern al Liceu Louis-Le-Grand, però els seus pares l'en van haver de traure passat un trimestre de tant com s'havia desmillorat. Més feliç com a extern del col·legi Charlemagne, Gautier hi va conèixer Gérard Labrunie (el futur Gérard de Nerval) i va manifestar un gust especial pels poetes llatins considerats decadents, els «grotescos». En aquesta època, freqüentava el taller del pintor Louis Édouard Rioult, al carrer Saint-Antoine, i va decidir consagrar-se a la carrera de pintor.

## Trobada amb Victor Hugo i primers poemes
La seua poesia va començar a desenvolupar-se a partir de 1826 i va començar a publicar-la en periòdics com La Presse, entre d'altres. El juny de 1829, va conèixer «el mestre» Victor Hugo, i aquest fet va precipitar la seua carrera d'escriptor. Durant l'època de 1830, va adoptar les idees revolucionàries que hi havia en aquells temps i va viure de manera bohèmia. Al final d'aquesta època, va pertànyer al grup extravagant i excèntric d'artistes de «Le petit cénacle» junt amb Gérard de Nerval, Alexandre Dumas, Petrus Borel, Alphonse Brot, Joseph Bouchardy i Philothée O'Neddy. El 25 de febrer de 1830, va participar en la batalla d'Hernani, vestit amb una armilla roja que farà història. Aquella mateixa nit va abandonar el taller de Rioult.
Cinc mesos més tard, el 28 de juliol de 1830, les Poésies de Théophile Gautier van aparèixer publicades per Mary. Malauradament, aquest dia va ser una jornada de barricades a París, i el recull va passar sense pena ni glòria. No obstant això, aquestes primeres poesies mostren un jove poeta molt hàbil, havent adquirit ja l'estil dels antics, i, conscient de llur herència, fa palesa una gran originalitat sense modificar gaire la forma i amb un llenguatge polit i precís. Tres anys més tard, Gautier va fer reimprimir els seus primers versos en un nou recull titulat Albertus, tret del nom de l'heroi d'un poema llarg, relat fantàstic, diabòlic i pintoresc.
Deixant el domicili familiar de la plaça "des Vosges", Théophile Gautier es va instal·lar en un apartament situat en l'emplaçament actual de la plaça del Carrousel, tenint com a veïns Camille Rogier, Arsène Houssaye i Nerval.

## El novel·lista
L'any 1836, Gautier, esdevingut periodista per raons financeres, va publicar la novel·la Mademoiselle de Maupin, amb la qual va provocar un escàndol. Mentre preparava una nova novel·la, Le Capitaine Fracasse, que no va concloure fins a trenta anys més tard, va anar publicant diversos contes i novel·les, entre els anys 1837 i 1866, entre els quals cal esmentar Fortunio, La Toison d'or, Une nuit de Cléopâtre, Arria Marcella, la Morte amoureuse o Le Roman de la momie.

## El crític d'art

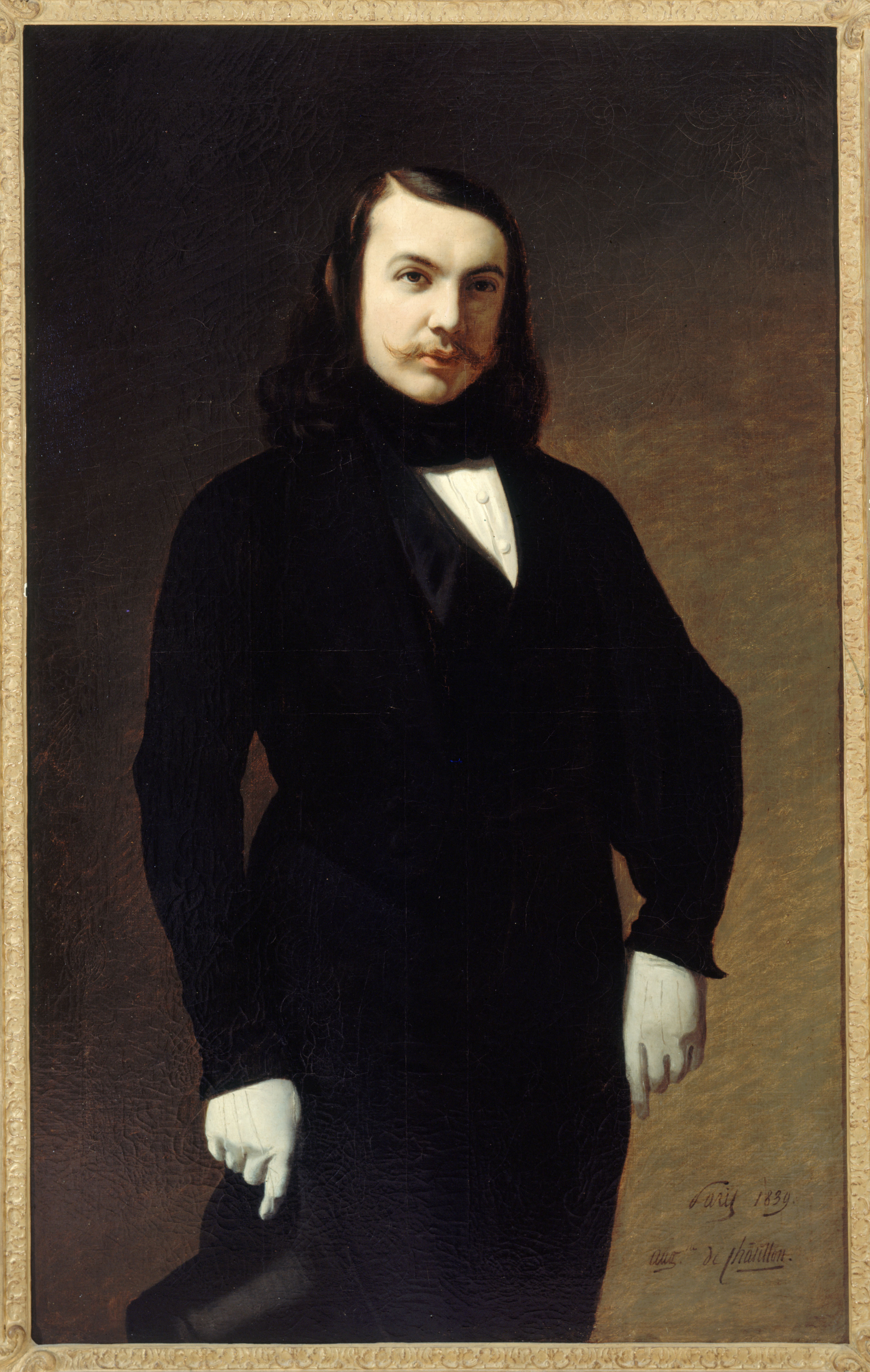
Retrat per Auguste de Châtillon (1839).

Al periòdic La Presse, Gautier es va encarregar en un principi de la crítica d'art. S'estima que va escriure al voltant de dos mil articles i fulletins per a aquest diari. Un nombre reduït d'aquests articles s'ha recollit en diversos volums: Els grotescos, La història dels pintors, L'Art modern, Les Belles Arts a Europa, La Història de l'art dramàtic dels darrers vint-i-cinc anys, Tresors d'art de Rússia, Retrats contemporanis, Història del romanticisme, Records literaris, etc. Tots aquests articles estan feliçment escrits amb un llenguatge polit, àgil, impecable i brillant. Gautier va inventar, a la seua manera, un nou estil de crítica d'art que no té per únic objectiu l'anàlisi i el judici de valor, sinó que també pretén recrear l'exactitud de l'emoció estètica. Intentava provocar, per mitjà de la paraula, la sensació visual, musical, produïda per la percepció directa de l'obra d'art. Aquesta tasca de cronista el va ocupar tota la vida. Sovint feixuga, aquesta necessitat quotidiana no va impedir-li crear obres poètiques i dràmatiques, i realitzar viatges.
Així, l'any 1838 va publicar La Comédie de la Mort, un recull de poemes bastant diferent dels precedents, en el qual, sota la influència de Shakespeare, Goethe i Dante, va invocar amb vigor l'espectre de la mort. L'any 1832, va cedir a la temptació del teatre, que admirava des de sempre, escrivint Une Larme du Diable. A aquesta peça, la van seguir Le Tricorne Enchanté i Pierrot Posthume. Es tracta de fantasies, de pastorals de fades, un teatre líric, impossible i imaginari que fins i tot va traslladar a llibrets d'alguns ballets, el més cèlebre dels quals és sense cap dubte Giselle, estrenat a l'Òpera de París el 28 de juny de 1841 amb un èxit aclaparador.

## El contacte amb Orient i el Mediterrani
L'any 1840, Gautier va descobrir Espanya en un viatge de sis mesos que li va proporcionar el material per al seu Viatge a Espanya, una mena d'apunts d'impressions vigoroses, tocats per una mirada fresca, l'estranyesa davant allò vist i la preocupació sempre exacerbada per l'exactitud de la crònica. Aquestes visions van donar lloc a nous versos: España, que van aparèixer en el recull de les Poesies completes l'any 1845. En el temps de la seua visita a Espanya, finalitzava la Primera Guerra carlina, conflicte que va cobrir com a periodista, treball que va considerar humiliant. En el seu equipatge, portava un aparell fotogràfic (daguerreotip) amb el qual pretenia captar imatges del seu viatge. No res se sap dels resultats obtinguts; segons sembla, els seus intents van ser infructuosos.
A aquest primer viatge van seguir-lo d'altres. L'any 1845 Algèria, l'any 1850 Itàlia, el 1852 Grècia i Turquia, el 1858 Rússia i el 1862 Egipte. Cadascun d'aquests viatges va donar lloc a una obra: Itàlia, Constantinoble, però sobretot van nodrir la seua producció literària: novel·les, contes o poesia.
A banda del treball com a crític, Gautier va tenir sempre predilecció per la poesia, que era, com ho testimonien els seus amics Émile Bergerat o Maxime du Camp, la seua passió, la seua distracció i el seu exercici quotidià. Així, l'any 1852, va aparèixer la primera versió d'Émaux et Camées, recull que fins a l'any 1872 va anar enriquint-se amb nous poemes.

## La família i els amics
L'any 1857, Gautier es va instal·lar amb la seua esposa, Ernesta Grisi (germana de la ballarina Carlotta Grisi), les seues filles, Judith Gautier i Estelle, que es casaria amb Émile Bergerat, i les seues dues velles germanes al número 32 del carrer de Longchamp, a Neuilly-sur-Seine, en una petita casa on sovint rebia els seus amics: Baudelaire, Dumas fill, Ernest Feydeau, Gustave Flaubert, Puvis de Chavannes o Gustave Doré.
De la seua relació amb Eugénie Fort, una dona molt bella d'origen espanyol, més jove que ell, va tenir un fill: Théophile Gautier fill.
Als salons literaris de la princesa Mathilde, de la qual havia estat nomenat bibliotecari, va conèixer escriptors com ara Taine, Sainte-Beuve, Prosper Mérimée, els Goncourt; pintors com Paul Baudry, Gustave Boulanger, Jean-Léon Gérôme; escultors com Carpeaux; erudits i científics com Claude Bernard, Pasteur o Berthelot. En aquesta època, Gautier assumeix el paper de cap d'una generació d'escriptors. Baudelaire es declara el seu deixeble (li va dedicar Les flors del mal, qualificant-lo de «poeta impecable»), Théodore de Banville li va dedicar els seus versos. L'any 1844, Téophile Gautier va fundar el "club des Hashischins", amb Jacques-Joseph Moreau, club dedicat a l'estudi del cannabis. Aquest club serà freqüentat per nombrosos artistes de l'època, com Charles Baudelaire.

## President de la Societat Nacional de Belles Arts
Elegit l'any 1862 president de la Societat Nacional de Belles Arts, es va trobar envoltat d'un comitè compost pels pintors més prestigiosos: Eugène Delacroix, Pierre Puvis de Chavannes, Édouard Manet, Albert-Ernest Carrier-Belleuse i Gustave Doré. Aquest càrrec va provocar l'enveja d'una part dels literats, i potser això va provocar que fracassara tres vegades en el seu intent d'entrar a l'Acadèmia francesa: 1866, 1868 i 1869.
Profundament trasbalsat per la Guerra francoprussiana, Gautier va tornar a París, on passaria la resta de la seua vida turmentat per la malaltia, però conscient del deure d'ensenyament i d'exemple en el paper de mestre que li havia atorgat una nova generació d'escriptors. El 23 d'octubre de 1872 de nit, el seu cor va deixar de bategar. Victor Hugo, Mallarmé i Banville li van dedicar un darrer «brindis fúnebre». Està soterrat al cementeri de Montmartre a París.

## Obres
- 1831 : La Cafetière (novel·la curta)
- 1832 : Albertus
- 1833 : Les Jeunes-France
- 1836 : Mademoiselle de Maupin
- 1838 : La Comédie de la Mort et poésies diverses
- 1839 : Une Larme du Diable, Le Tricorne Enchanté i Pierrot Posthume.
- 1840 : Le Chevalier double
- 1841 : Giselle
- 1843 : Le Voyage en Espagne
- 1845 : Espanya
- 1852 : Arria Marcella, Émaux et Camées
- 1856 : Avatar
- 1858 : Le Roman de la Momie